# Tudo ao Mesmo Tempo Agora
Tudo ao Mesmo Tempo Agora é o sexto álbum de estúdio da banda brasileira de rock Titãs, lançado em 23 de setembro de 1991 pela Warner e produzido pelo próprio grupo, que também, pela primeira vez, assina a composição e os arranjos de todas as faixas apenas como "Titãs", em vez de creditá-las a um ou mais membros separadamente.
É o último álbum com o vocalista Arnaldo Antunes, que deixou o grupo em 1992.
O álbum marca mais uma mudança de estilo para a banda, que voltava a fazer um rock cru com letras agressivas e até escatológicas, como em "Isso Para Mim É Perfume" e "Saia de Mim". Tal direcionamento não agradou à crítica tampouco aos fãs, que tiveram reações pouco empolgadas à época do lançamento.

## Produção

### Contexto e gravações
O disco veio após um período frutífero para a banda, que lançara o bem-sucedido Õ Blésq Blom e retornava de uma apresentação na segunda edição do Rock in Rio.
Decididos a romper com as grandes e densas produções de seus discos anteriores, os oito integrantes adotaram uma postura voltada para a canções mais cruas, shows em lugares pequenos e música independente.
Após ensaiar na casa do guitarrista Marcelo Fromer, a banda se reuniu de junho a julho de 1991 numa unidade móvel na Rua da Invernada, na Granja Viana (zona oeste da Grande São Paulo), para gravar o disco "ao vivo" e de forma artesanal. Depois de uma sequência de trabalhos com Liminha, o grupo se autoproduziu após não conseguir concatenar agendas com ele. Sem um profissional para dirigir os trabalhos, o grupo mergulhou fundo na ideia de servir a si mesmo e fazer as coisas exatamente como queria. Cogitaram até criar um idioma artificial para as letras do disco.
O baterista Charles Gavin comparou a utilização de uma casa para gravar o disco (em vez de um estúdio profissional) com experiências similares do Deep Purple e do The Rolling Stones, que gravaram, respectivamente, em um castelo e em quartos de hotel.

### Letras
Segundo o vocalista e baixista Nando Reis, a decisão de assinar todas as composições simplesmente como "Titãs" não foi consensual. Ele próprio diz que faria diferente, e que ele acredita que isso pode ter pesado na decisão de Arnaldo de sair do grupo após este álbum. Contudo, Nando acredita que é possível identificar o toque de cada autor em algumas letras, como Arnaldo em "Uma Coisa de Cada Vez" e o tecladista/vocalista Sérgio Britto em "O Fácil É o Certo".
A faixa "Flat Cemitério Apartamento" originalmente continha um verso adicional que questionava: "E se a Knorr lançasse um caldo de coelho com novos condimentos?". "Clitóris", segundo seu autor Nando Reis, é uma manifestação do seu hábito de criar associações entre símbolos da igreja e partes do corpo humano (no caso, ele rima "clitóris" com "genuflexório"). "Isso Para Mim É Perfume" foi criada por Nando para expressar que quando duas pessoas se amam muito, elas querem dividir todas as suas intimidades, inclusive o uso do toalete para a evacuação - daí o refrão, que diz: "Amor, eu quero te ver cagar".

### Capa
A capa do disco foi montada pelo artista Fernando Zarif, usando imagens da enciclopédia Barsa. O encarte traz radiografias posadas dos integrantes (nomeadamente os vocalistas Arnaldo, Paulo Miklos e Branco Mello) obtidas no consultório de odontologia do pai de Paulo, no centro de São Paulo.

## Lançamento e divulgação
Segundo Nando, a banda lançou o disco logo antes de iniciar a turnê e não promoveu coletivas para falar com jornalistas a respeito da obra. A decisão, segundo ele, veio após eles se frustrarem com análises que eles julgaram superficiais e possivelmente resultantes da pressa dos jornalistas em darem o "furo". Contudo, ele acha que esse silêncio abalou a relação com a imprensa por ter sido possivelmente interpretado como arrogância da parte deles.
O álbum saiu ao preço médio de Cr$ 3.500,00-4.500,00. Apesar da má recepção da crítica, ficou entre os mais vendidos na segunda semana de outubro, conforme pesquisa do InformEstado, d'O Estado de S. Paulo, perdendo apenas para três lançamentos estrangeiros (Use Your Illusion I e II, do Guns N' Roses, e Slave to the Grind, do Skid Row).
Como parte da divulgação do álbum, a MTV exibiu no dia 29 de setembro de 1991 um especial de 30 minutos homônimo ao álbum e produzido pela Conspiração Filmes, com direção de Arthur Fontes e Lula Buarque. A obra mostrava o processo de criação do disco, intercalando imagens dos bastidores com depoimentos dos integrantes.
Um clipe para "Saia de Mim" seria exibido no programa Fantástico, da TV Globo, mas acabou vetado por conta da letra escatológica.
Em 2021, Nando disse que, durante um show da turnê do disco numa cidade no interior do estado de São Paulo, alguém da plateia atirou um coelho morto no palco. Essa cena foi, para ele, representativa da mudança de público que o novo direcionamento musical deles ocasionou.

## Recepção

### Recepção da crítica
| Críticas profissionais | Críticas profissionais |
| Avaliações da crítica  | Avaliações da crítica  |
| Fonte                  | Avaliação              |
| ---------------------- | ---------------------- |
| O Estado de S. Paulo   | desfavorável           |

Escrevendo n'O Estado de S. Paulo, Marcel Plasse considerou o disco como o pior dos Titãs após o Cabeça Dinossauro. Ele elogiou a parte instrumental, que chamou de "coquetel de Rolling Stones, Led Zeppelin, Doors, Faith No More, Bad Brains, U2 e punk brasileiro". Porém, disse que os vocais eram limpos demais e resultaram numa "mixagem do desastre". Criticou também as letras, apontando-as como repetitivas (chegou a contar quantas vezes certas palavras apareciam dentro de cada música) e associando-as ao concretismo, movimento que ele despachou como "bobagem".
No Jornal do Brasil, Aponean Rodrigues elogiou o peso do instrumental do disco, descrevendo que "as guitarras sobressaem em camadas densas com discretos anúncios de teclados ao fundo, e a bateria tem a presença led zeppeliana como é do agrado de Gavin". Para ele, poderia haver ali uma tentativa de alcançar o mercado do heavy metal em que já se enveredavam as bandas conterrâneas Sepultura e Viper. Por outro lado, disse que "as letras das outras músicas formam um cordão de frases que dão a impressão de que foram imaginadas só para acompanhar as canções. Não faria grande diferença se elas fossem misturadas ao acaso. O resultado de uma escrita automática talvez fosse melhor".
Também no Jornal do Brasil, na coluna "Em Questão", Jamari França elogiou o peso e a originalidade do disco, considerando-o o único lançamento da época (além de Zé Ninguém, do Biquini Cavadão) que "incomodava". Porém, criticou as letras, que considerou excessivamente escatológicas e parecidas com meros rascunhos. Na mesma coluna, David Trompowsky usou as letras das músicas para ironizar a banda, dizendo que o disco é "perfeito" para quem acha que "o fácil é o certo" e que a banda foi muito honesta ao afirmar que "Eu não sei fazer música/Mas eu faço/Eu não sei cantar as músicas que faço/Mas eu canto". Disse ainda que o disco também se adequa a quem considera o rock "um gênero que dispensa harmonia, melodia e razoáveis vocais".
Os leitores e leitoras do jornal elegeram o disco o segundo melhor de 1991 (atrás apenas de Mais, de Marisa Monte), além de eleger o grupo o terceiro melhor do Brasil (atrás de Legião Urbana e Os Paralamas do Sucesso).
Numa resenha de uma apresentação da banda em março de 1992, o crítico Jeferson de Souza diria que as músicas do disco funcionam melhor ao vivo do que em um álbum.

### Recepção comercial
Ao final da turnê do disco, pouco mais de um ano após o lançamento do mesmo, ele havia atingido a marca de 120 mil cópias vendidas.

### Recepção da própria banda
Charles Gavin confessou que o grupo não sabia como queria soar e, sem um produtor, eram oito músicos com ideias diferentes e ninguém para mediar e dar sugestões. Branco admitiu que a atitude "foda-se" foi excessiva e o álbum acabou sendo "uma 'rasteira' radical demais", nas palavras dele.

## Faixas
LP/K7/CD
| Lado A |                           |                 |         |  |
| N.º    | Título                    | Vocal principal | Duração |  |
| 1.     | "Clitóris"                | Paulo Miklos    | 3:47    |  |
| 2.     | "O Fácil É o Certo"       | Sérgio Britto   | 2:13    |  |
| 3.     | "Filantrópico"            | Branco Mello    | 2:26    |  |
| 4.     | "Cabeça"                  | Paulo Miklos    | 2:05    |  |
| 5.     | "Já"                      | Arnaldo Antunes | 2:13    |  |
| 6.     | "Eu Vezes Eu"             | Sérgio Britto   | 2:50    |  |
| 7.     | "Isso para Mim É Perfume" | Nando Reis      | 3:19    |  |

| Lado B         |                                  |                 |         |  |
| N.º            | Título                           | Vocal principal | Duração |  |
| 8.             | "Saia de Mim"                    | Arnaldo Antunes | 3:19    |  |
| 9.             | "Flat - Cemitério - Apartamento" | Branco Mello    | 1:37    |  |
| 10.            | "Agora"                          | Paulo Miklos    | 2:35    |  |
| 11.            | "Não É por não Falar"            | Sérgio Britto   | 2:31    |  |
| 12.            | "Obrigado"                       | Nando Reis      | 1:08    |  |
| 13.            | "Se Você Está Aqui"              | Nando Reis      | 2:54    |  |
| 14.            | "Eu não Sei Fazer Música"        | Branco Mello    | 2:50    |  |
| 15.            | "Uma Coisa de Cada Vez"          | Arnaldo Antunes | 3:18    |  |
| Duração total: | Duração total:                   | Duração total:  | 38:58   |  |

## Créditos
Titãs (conforme encarte)
- Arnaldo Antunes - voz
- Branco Mello - voz
- Charles Gavin - bateria e percussão
- Marcelo Fromer - guitarra
- Nando Reis - baixo e vocal
- Paulo Miklos - teclado e voz
- Sérgio Britto - teclado e voz
- Tony Bellotto - guitarra

Pessoal técnico
- Engenharia de gravação: Carlos Freitas e Roberto Marques
- Overdub de teclados e vocais: Nas Nuvens (RJ)
- Engenharia de overdub: Vitor Farias
- Mixagem: Nas Nuvens (RJ)
- Técnicos de mixagem: Vitor Farias
- Assistentes de mixagem: Antoine Midani, Guilherme Carlicchio e Mauro Bianchi
- Masterização: Roberto Marques e Stephen Marcussen
- Assistentes de estúdio: Thiago Marques
- Assistente de produção: Nelson Damascena
- Capa: Fernando Zarif[2]
- Fotos: Rômulo Fialdini
- Roadie: Sombra Jones
- Arte final: Patrícia do Valle Dias
- Coordenação gráfica: Silvia Panella
- Desenhos da capa extraídos da Enciclopédia Barsa.